# Godfrey Oboabona
Godfrey Oboabona Itama (ur. 16 sierpnia 1990 w Akure) – nigeryjski piłkarz grający na pozycji obrońcy.

## Kariera klubowa
Pierwszym klubem w karierze Oboabony był Sunshine Stars. Grał w nim w latach 2010-2013. Latem 2013 przeszedł do Çaykuru Rizespor. W latach 2017-2018 grał w Al-Ahli Dżudda, w latach 2018-2019 w HNK Gorica, a w 2020 w Dinamie Batumi, w którym zakończył karierę.

## Kariera reprezentacyjna
W reprezentacji Nigerii zadebiutował 11 stycznia 2012 w zremisowanym 0:0 towarzyskim meczu z Angolą. Był powołany do kadry na Puchar Narodów Afryki 2013, Puchar Konfederacji 2013 i Mistrzostwa Świata 2014. Od 2013 do 2016 wystąpił w kadrze narodowej 46 razy i strzelił 1 gola.